# Todd Buffa
Todd Buffa (* 27. November 1952 in De Pere, Wisconsin; † 27. Januar 2012; eigentlich: Todd Allyn Buffa) war ein US-amerikanischer Jazzsänger und Arrangeur.

## Leben
Buffa, geboren 1952 in der kleinen rund 20,000 Einwohnern umfassenden Stadt De Pere im US-amerikanischen Bundesstaat Wisconsin, graduierte an der Green Bay East High School und studierte an der University of Wisconsin-Green Bay. Anschließend zog er nach Colorado.
Er leitete neun Jahre das Vokalensemble Rare Silk, das er 1978 mit Gaile Gillaspie, Marylynn Gillaspie und Marguerite Juenemann gegründet hatte. Für eine Vokalversion von Freddie Hubbards Komposition Red Clay bekam er eine Grammy-Nominierung in der Kategorie bestes Vokalarrangement; zwei weitere Nominierungen erhielt Rare Silk in der Kategorie beste Vokal-Darbietung. In den 1980er Jahren war Buffa mit dem Ensemble häufig auf Tourneen, u. a. mit Auftritten in der New Yorker Carnegie Hall, dem Hollywood Bowl in Los Angeles, im Caesar's Palace in Atlantic City und auf dem Monterey Jazz Festival sowie in Europa. 1999 kehrte er in seine Heimatstadt Green Bay (Wisconsin) zurück und unterrichtete Gesang. 2010 legte er das Soloalbum Curious Orchids vor.

## Diskographische Hinweise
- Rare Silk – New Weave (Polydor, 1983) mit Randy Brecker, Michael Brecker, Ronnie Cuber, Gary Bartz
- Rare Silk – American Eyes (Palo Alto Records, 1985)
- Rare Silk – Black And Blue (TBA, 1986)